# Aartsbisdom Cuttack-Bhubaneswar
Het aartsbisdom Cuttack-Bhubaneswar (Latijn: Archidioecesis Cuttackensis-Bhubanesvarensis) is een rooms-katholiek aartsbisdom met als zetels Cuttack en Bhubaneswar, in India. De aartsbisschop van Cuttack-Bhubaneswar is metropoliet van de kerkprovincie Cuttack-Bhubaneswar, waartoe ook de volgende suffragane bisdommen behoren:
- Balasore
- Berhampur
- Rayagada
- Rourkela
- Sambalpur

## Geschiedenis
Het aartsbisdom werd opgericht op 18 juli 1928, als de missio sui iuris Cuttack, uit delen van het bisdom Vizagapatnam. Op 1 juni 1937 werd het verheven tot bisdom, en was suffragaan aan het aartsbisdom Madras-Mylapore. Op 19 september 1953 veranderde het van kerkprovincie en werd suffragaan aan het aartsbisdom Ranchi. Op 24 januari 1974 werd het verheven tot metropolitaan aartsbisdom, met de naam aartsbisdom Cuttack-Bhubaneswar.

## Parochies
Het aartsbisdom had in 2021 een oppervlakte van 32.440 km2 en telde 13.540.000 inwoners waarvan 0,6% rooms-katholiek was.

## Ordinarii

### Superiors
- Valeriano Guemes Rodriguez (2 juli 1929 - 1932)

### Bisschoppen
- Florencio Sanz Esparza (superior: 11 november 1932, bisschop: 14 juni 1938 - 4 maart 1948)
- Pablo Tobar Gonzáles (10 maart 1949 - 18 april 1971)

### Aartsbisschoppen
- Henry Sebastian D’Souza (24 januari 1974 - 29 maart 1985)
- Raphael Cheenath (1 juli 1985 - 11 februari 2011)
- John Barwa (11 februari 2011 - heden)

Cuttack-Bhubaneswar (aartsbisdom) · Balasore · Berhampur · Rayagada · Rourkela · Sambalpur